# Anton Kimml
Anton Kimml (* 21. April 1900 in Wien; † 31. August 1977 in Salzburg) war ein österreichischer Politiker (SPÖ) sowie Arbeiterkammersekretär. Er  war von 1949 bis 1964 Abgeordneter zum Salzburger Landtag und ab 1959 Erster Landtagspräsident-Stellvertreter.

## Ausbildung und Beruf
Kimml absolvierte nach der Volksschule drei Klassen einer Untermittelschule und trat 1914 als Büroangestellter in den Dienst der  Tiegelgussstahlfabrik Poldihütte in Wien. Nachdem er 1918 die  Externistenmatura abgelegt hatte, studierte er an der Universität Wien und wurde  1919 Sekretär des Verbandes jugendlicher Arbeiter. 1920 wechselte er als Angestellter zur Arbeiterkammer Wien und war daneben zwischen 1922 und 1938 auch Sekretär der Vereinigung genossenschaftlicher Gehilfenausschüsse. Des Weiteren war Kimml von 1936 bis 1938 Geschäftsführer des „Berufsverbandes der Arbeiter und Angestellten im Gewerbe“, wobei er 1938 nach der Machtübernahme der Nationalsozialisten auf Grund seiner politischen Tätigkeit aus dem Dienst entlassen wurde und in der Folge ins Versicherungswesen wechselte. Nach dem Zweiten Weltkrieg war er von 1946 bis 1963 Sekretär der Arbeiterkammer Salzburg und danach von 1963 bis 1965 Direktor der BAWAG Salzburg.

## Politik und Funktionen
Kimml engagierte sich  1929 in Wien als Gründer der Organisation „Jugend in Not“ und führte den Verein bis 1938 als ehrenamtlicher Geschäftsführer. Von 1931 bis 1938 war er auch Organisator und ehrenamtlicher Geschäftsführer der „Wiener Winterhilfe“.
Kimml war bereits 1919 der Sozialdemokratischen Arbeiterpartei beigetreten und wurde am 1. Dezember 1949 als Abgeordneter zum Salzburger Landtag angelobt. Er übernahm am 2. Juli 1959 die Funktion des Ersten Landtagspräsidenten-Stellvertreters und hatte dieses Amt bis zu seinem Ausscheiden aus dem Landtag am 18. Juni 1964 inne. Neben seinen politischen Mandaten war Kimml ab 1950 als Obmann des Landesbildungsausschusses der SPÖ aktiv, zudem war er von 1961 bis 1976 Verbandsobmann des „Verbandes gemeinnütziger Bau-, Wohnungs- und Siedlungsvereinigungen“. Als weitere Funktionen hatte er das Amt des stellvertretenden Vorsitzenden des Salzburger Berufsschulrates inne, war stellvertretender Vorsitzender des Vereines „Jugend am Werk“,  stellvertretender Obmann des Vereines „Mozarteumorchester“ und Obmann des „Vereines für Wohnbauförderung“.

## Auszeichnungen
- 1960: Goldenes Ehrenzeichen für Verdienste um die Republik Österreich
- 1970: Silbernes Verdienstzeichen des Landes Salzburg